# Messier 21
Messier 21 (auch als NGC 6531 bezeichnet) ist ein +5,9 mag heller offener Sternhaufen mit einer Flächenausdehnung von 13' im Sternbild Schütze; er wurde von Charles Messier im Jahr 1764 entdeckt und katalogisiert. Der Sternhaufen ist vergleichsweise jung und dicht gepackt. In dem Sternhaufen treten einige Blaue Riesensterne hervor, jedoch besteht er hauptsächlich aus kleinen schwach leuchtenden Sternen.
Messier 21 ist Teil der Sagittarius OB1 Assoziation; seine Entfernung wurde früher zwischen 2200 und 4250 Lichtjahre angegeben. Verschieden ausgewertete Parallaxenmessungen durch den Astrometriesatelliten Gaia ergaben seit dem Jahr 2018 eine Parallaxe von 0,790…0,807 Millibogensekunden bzw. eine Entfernungen von rund 1200 Parsec. Der Sternhaufen ist circa 6,6 Millionen Jahre alt und hat eine Masse von rund 800 Sonnenmassen; sein Gezeitenradius ist 11,7 Parsec, der Radius der Korona  3,6 ± 0,2 Parsec. Innerhalb der Korona konnten bis zu einer visuellen Magnitude von 15,5 insgesamt 105 ± 11 dem Sternhaufen zugehörige Sterne identifiziert werden, auch etliche junge Sterne der Spektralklasse B. Geschätzt 40–60 der beobachteten Mitglieder geringer Masse scheinen Vorhauptreihensterne zu sein. Die Sterne des Sternhaufens zeigen keine signifikante Spreizung im Alter, was nahelegt, dass ihre Sternentstehung zu einem gemeinsamen Zeitpunkt angestoßen wurde.

## Beobachtbarkeit
Für eine Beobachtung erfordert M21  aufgrund seiner geringen Helligkeit zumindest ein kleines Fernglas; in Mitteleuropa wird sie durch die südlichen Position am Firmament von M21 erschwert.